# Checkmate World Tour
Checkmate World Tour är den första världsturnén av den sydkoreanska tjejgruppen Itzy, vilken hålls i samband med deras femte EP Checkmate (2022). Den inleddes i Seoul den 6 augusti 2022 och omfattade totalt 20 shower i Asien och Nordamerika.

## Bakgrund
JYP Entertainment tillkännagav den 2 juni 2022 att Itzy skulle återvända med ny musik i juli, vilket skulle följas upp av deras första världsturné för att marknadsföra skivan. Inlägget innehöll ett schema med detaljer kring den nya EP:n Checkmate såväl som ett utkast av turnéplanen. Den 22 juni 2022 tillkännagavs det att den andra showen i Seoul (7 augusti) skulle direktsändas och därefter visas på Beyond Live den 4 september. Den 17 oktober annonserades ytterligare fyra datum i Sydostasien, följt av en extraföreställning i Manila den 15 januari.

## Spellista
Mellanspel I 

1. "In the Morning" (마.피.아. In the Morning) (MAMA ver.)
2. "Sorry Not Sorry" (MAMA ver.)
3. "Shoot!"
4. "What I Want"
5. "365"
6. "Boss Bitch" (Ryujin cover)
7. "Cherry"
8. "Icy"
9. "Free Fall"
10. "#Twenty"
11. "Maniac" (Yuna cover)
12. "Red" (Lia cover)

Akt 2

Mellanspel II 

1. "Wannabe"
2. "Dalla Dalla" (달라달라)
3. "Sneakers"

Akt 3
Mellanspel III 
1. "Bloodline" (Chaeryeong cover)
2. "Hotter than Hell" (Yeji cover)

Akt 4
Mellanspel IV 
1. "Want It?"
2. "Nobody Like You"
3. "Loco" (nedkortad)
4. "Not Shy" (förlängd och live ver.)

Extranummer
1. "Domino"
2. "Trust Me (MIDZY)" (믿지 (MIDZY)) (engelsk version)
3. "It'z Summer"
4. "Be in Love"

Mellanspel I 
1. "In the Morning" (마.피.아. In the Morning) (MAMA ver.)
2. "Sorry Not Sorry" (MAMA ver.)
3. "Shoot!"
4. "What I Want"
5. "365"
6. "Boss Bitch" (Ryujin cover)
7. "Cherry"
8. "Icy"
9. "Free Fall"
10. "#Twenty"
11. "Maniac" (Yuna cover)
12. "Red" (Lia cover)

Akt 2
Mellanspel II 
1. "Wannabe"
2. "Dalla Dalla" (달라달라)
3. "Sneakers"

Akt 3
Mellanspel III 
1. "Bloodline" (Chaeryeong cover)
2. "Hotter than Hell" (Yeji cover)

Akt 4
Mellanspel IV 
1. "Boys Like You"
2. "Nobody Like You"
3. "Loco" (nedkortad)
4. "Not Shy" (förlängd och live ver.)

Extranummer

1. "Domino"
2. "Trust Me (MIDZY)" (믿지 (MIDZY)) (engelsk version)
3. "It'z Summer"
4. "Be in Love"

Mellanspel I
1. "In the Morning" (마.피.아. In the Morning) (MAMA ver.)
2. "Sorry Not Sorry" (MAMA ver.)
3. "Shoot!"
4. "What I Want"
5. "365"
6. "Boss Bitch" (Ryujin cover)
7. "Cherry"
8. "Icy"
9. "Free Fall"
10. "#Twenty"
11. "Maniac" (Yuna cover)
12. "Red" (Lia cover)

Akt 2
Mellanspel II
1. "Wannabe"
2. "Dalla Dalla" (달라달라)
3. "Sneakers"

Akt 3
Mellanspel III 
1. "Bloodline" (Chaeryeong cover)
2. "Hotter than Hell" (Yeji cover)

Akt 4
Mellanspel IV 
1. "Cheshire"
2. "Loco" (nedkortad)
3. "Not Shy" (förlängd och live ver.)

Extranummer
1. "Domino"
2. "Trust Me (MIDZY)" (믿지 (MIDZY)) (Taipei - Kinesisk version)
3. "Boys Like You"
4. "Nobody Like You"

Mellanspel I
1. "In the Morning" (마.피.아. In the Morning) (MAMA ver.)
2. "Sorry Not Sorry" (MAMA ver.)
3. "Shoot!"
4. "Voltage"
5. "Boss Bitch" (Ryujin cover)
6. "Blah Blah Blah"
7. "Icy"
8. "Free Fall"
9. "#Twenty"
10. "Maniac" (Yuna cover)
11. "Red" (Lia cover)

Akt 2
Mellanspel II
1. "Wannabe"
2. "Dalla Dalla" (달라달라)
3. "Sneakers"

Akt 3
Mellanspel III 
1. "Bloodline" (Chaeryeong cover)
2. "Hotter than Hell" (Yeji cover)

Akt 4
Mellanspel IV 
1. "Cheshire"
2. "Loco" (nedkortad)
3. "Not Shy" (förlängd och live ver.)

Extranummer
1. "Domino"
2. "Trust Me (MIDZY)" (믿지 (MIDZY)) (japansk version)
3. "It'z Summer"
4. "Boys Like You"
5. "Nobody Like You"

## Turnédatum
| Datum            | Stad        | Land         | Plats                                     | Publik | Intäkter |
| Asien            | Asien       | Asien        | Asien                                     | Asien  | Asien    |
| ---------------- | ----------- | ------------ | ----------------------------------------- | ------ | -------- |
| 6 augusti 2022   | Seoul       | Sydkorea     | SK Olympic Handball Gymnasium Beyond Live | 10,000 | —        |
| 7 augusti 2022   | Seoul       | Sydkorea     | SK Olympic Handball Gymnasium Beyond Live | 10,000 | —        |
| Nordamerika      |             |              |                                           |        |          |
| 26 oktober 2022  | Los Angeles | USA          | YouTube Theater                           | 5,742  | $772,638 |
| 29 oktober 2022  | Phoenix     | USA          | Arizona Federal Theatre                   | —      | —        |
| 1 november 2022  | Dallas      | USA          | Toyota Music Factory                      | —      | —        |
| 3 november 2022  | Houston     | USA          | Smart Financial Centre                    | —      | —        |
| 5 november 2022  | Atlanta     | USA          | Fox Theatre                               | 4,426  | $438,558 |
| 7 november 2022  | Chicago     | USA          | Rosemont Theatre                          | 4,297  | $438,935 |
| 10 november 2022 | Boston      | USA          | MGM Music Hall                            | 4,052  | $406,148 |
| 13 november 2022 | New York    | USA          | Hulu Theater                              | 5,266  | $458,867 |
| Asien            |             |              |                                           |        |          |
| 14 januari 2023  | Manila      | Filippinerna | SM Mall of Asia Arena                     | —      | —        |
| 15 januari 2023  | Manila      | Filippinerna | SM Mall of Asia Arena                     | —      | —        |
| 28 januari 2023  | Singapore   | Singapore    | Star Theatre                              | —      | —        |
| 4 februari 2023  | Jakarta     | Indonesien   | Tennis Indoor Senayan                     | —      | —        |
| 22 februari 2023 | Chiba       | Japan        | Makuhari Event Hall Beyond Live           | —      | —        |
| 23 februari 2023 | Chiba       | Japan        | Makuhari Event Hall Beyond Live           | —      | —        |
| 26 februari 2023 | Taipei      | Taiwan       | NTSU Arena                                | —      | —        |
| 11 mars 2023     | Hongkong    | Kina         | Asia World Expo                           | —      | —        |
| 12 mars 2023     | Hongkong    | Kina         | Asia World Expo                           | —      | —        |
| 8 april 2023     | Bangkok     | Thailand     | Thunder Dome                              | —      | —        |
| Totalt           | Totalt      | Totalt       | Totalt                                    | N/A    | N/A      |